# Тізенгаузен Володимир Густавович
Барон Володимир Густавович (Ернст Вольдемар фон) Тізенгаузен (нім. Ernst Woldemar Baron v. Tiesenhausen; нар. 25 лютого 1825 р., Нарва  — пом.2 лютого 1902 р., Санкт-Петербург) — історик — сходознавець, археолог, нумізмат, член-кореспондент Імператорської Санкт-Петербурзької Академії наук по розряду східної словесності (1893). Представник роду баронів Тізенгаузенів.

## Біографія
Тізенгаузен Володимир Густавович народився в Нарві в 1825 році. Навчався в Петербурзькому університеті, який закінчив в 1848 році. Під час навчання відчув на собі вплив Сенковського (барона Брамбеуса). Баронський титул не передбачав якихось статків, тому після закінчення університету, щоб заробити на прожиття собі та сім'ї, протягом 12 років служив письмоводителем, а потім столоначальником в різних установах. Ситуація виправилась у 1861 році після вступу на службу до Археологічної комісії, де він прослужив до останніх років свого життя. Спочатку Тізенгаузен Володимир Густавович займався канцелярською і адміністративною роботою, згодом — численними розкопками грецьких міст і скіфських курганів на території України і Північного Кавказу. В колі проблем Археологічної комісії проблема Сходу була відсутня, тому сходознавству науковець відводив часу мало. Проте встигнув залишити там помітний слід.
Його праці про східну нумізматику, зокрема «Монети східного халіфату» до цього часу є головними посібниками при вивченні монет. На власні експедиції коштів не було, тому дослідження В. Г. Тізенгаузен міг виконувати тільки за матеріальної підтримки з боку вчених товариств або меценатів. Майже всі його наукові роботи писались в рамках конкурсів, де він зазвичай отримував премії.
Копіткою була праця по збиранню інформації про Золоту Орду, яка розраховувалась на 4 томи. На цю роботу кошти виділив граф С. Г. Строганов, який любив археологію та очолював Археологічну комісію. Строганов також допоміг здійснити подорож у 1880 році Європою з метою вилучення з рукописних зібрань відомостей про Золоту Орду. Подорож завершилась «Збірником матеріалів, які стосуються історії Золотої орди, т. I, витяги з творів арабських», який був також виданий за кошти графа в 1884 році. Після смерті графа роботи над цим питанням припинились. У 1941 році за матеріалами Тізенгаузена А. А. Ромаскевич і С. Л. Волін відредагували і випустили другий том.
Займався численними розкопками грецьких міст і скіфських курганів на території України і Північного Кавказу. Так наприклад в 1878 році ним було проведено роботи по розкопках Семибратнього городища, пам'ятника синдо-меотської культури.
У 1893 році обраний членом-кореспондентом Імператорської Академії Наук по розряду східної словесності. Помер у 1902 році.

## Праці
- (рос.)О саманидских монетах. СПб., 1855.
- (нім.)Die Geschichte der Ogailiden Dynastie. СПб., 1859.
- (рос.)Монеты восточного халифата. СПб., 1873.
- (рос.)Обзор совершенных в России трудов по восточной нумизматике. СПб., 1876.
- (фр.)Notice sur une collection de monnaies orientales de M. le comte S. Stroganoff. СПб., 1880.
- (рос.)Сборник материалов, относящихся к истории Золотой Орды. т. I, извлечение из арабских источников, СПб., 1884.
- (рос.)Сборник материалов, относящихся к истории Золотой Орды. т. II, Академия Наук СССР, 1941.